# 鼠蹊管
鼠蹊管（そけいかん、鼠径管）とは、体の両側 (正中線の両側に1つずつ)の前腹壁にある蹊路で、男性では精索が、女性では子宮円靭帯（子宮円索）が通っている。ヒトの男性の発生時、胎児期にお腹の中で発生した睾丸が、出生近くにここを通って体外に出てくる径路なので、鼠径管は男性の方が大きく、より目立つ（そのためヘルニアになりやすい）。

## 構造
鼠径管は、鼠径靱帯の内側寄りに位置している。管の長さは約 4 ～ 6 cm で、前下内側向けに角度が付いている。体表側の開口部を「浅鼠径輪」、腹膜側の開口部を「深鼠径輪」と呼び、男性の場合、その直径は通常、深鼠径輪で 2 cm (標準偏差 ±1 cm) である。
現実には「鼠径管」という管が存在するわけではなく、人体の間隙をあくまで「管」に近似して、円柱状に視覚化したものである
。